# Genocídio assírio
O genocídio assírio (também conhecido como Sayfo ou Seyfo) refere-se ao massacre em massa dos Assírios, também conhecidos como caldeus e siríacos, do Império Otomano durante a Primeira Guerra Mundial.
A população assíria da Mesopotâmia (de Tur Abdin, Hakkari, Van, Siirt, regiões do atual sudeste da Turquia e da região noroeste do Irã, Úrmia) foram deportadas e massacradas entre 1914 e 1920.  As estimativas sobre o número total de mortos variam. Relatórios contemporâneos colocam o número em 270 mil, embora as estimativas recentes revisam o número para 500 a 750 mil vítimas, representando cerca de 70% da população assíria do período.
Quase três milhões de cristãos assírios, armênios e gregos foram assassinados pelos turcos otomanos islâmicos durante a Primeira Guerra Mundial, por causa de sua etnia e fé.

## Contexto histórico
O genocídio assírio ocorreu no contexto semelhante e no mesmo período de tempo do Genocídio armênio e do Genocídio Grego. No entanto, estudos modernos sobre o genocídio assírio são relativamente recentes em particular devido ao fato de que a questão do genocídio armênio sempre ocupou o palco principal dos genocídio contra as populações cristãs do Império Otomano.
Em 2007, a Associação Internacional dos Estudiosos do Genocídio chegou a um consenso de que "a campanha otomana contra as minorias cristãs do Império entre 1914 e 1923 constituiu em um genocídio contra os armênios, assírios, e gregos pônticos da Anatólia."
|  |  |